# كينيث كوب
كينيث كوب (بالإنجليزية: Kenneth Cope)‏ هو ملحن وقسيس ومغني أمريكي، ولد في 12 يونيو 1961.

## وصلات خارجية
- كينيث كوب على موقع ميوزك برينز (الإنجليزية)